# Graues Heiligenkraut

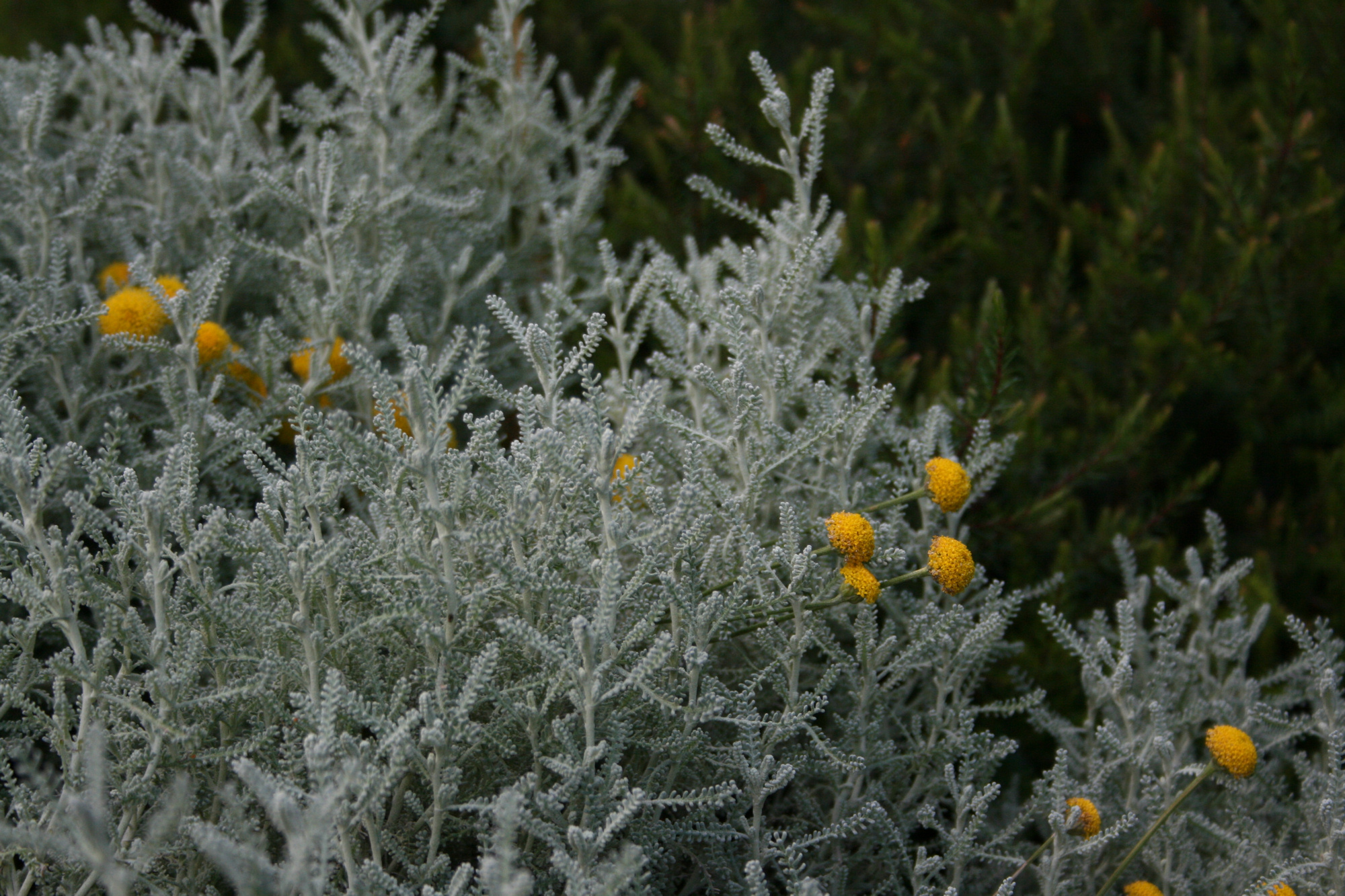
Habitus des Grauen Heiligenkrauts

Das Graue Heiligenkraut (Santolina chamaecyparissus) ist eine Pflanzenart aus der Gattung Heiligenkraut (Santolina) in der Familie der Korbblütler (Asteraceae).

## Merkmale
Das Graue Heiligenkraut ist ein immergrüner Zwergstrauch, der Wuchshöhen von 15 bis 50 Zentimeter erreicht. Die Stängel sind verzweigt und haben einen Durchmesser von (6) 8 bis 15 Millimeter. Die Blätter sind weißfilzig und stark aromatisch, die unteren sind 2 bis 4, die oberen 1 bis 3 Zentimeter lang. Die Blätter haben an jeder Seite 9 bis 14 Abschnitte. Diese sind eingerollt und 0,5 bis 2 Millimeter lang. Die Blütenköpfe sind meist zu mehreren auf den Stängeln angeordnet. Die Blüten sind gelb.
Blütezeit ist von Juli bis August.
Die Chromosomenzahl ist 2n = 18, seltener 36 oder ca. 45.
Es hat einen hohen Gehalt an gelb-orangefarbenem ätherischem Öl mit charakteristischen Geruch, der etwas an Römische Kamille erinnert. Es besteht hauptsächlich aus Artemisia-Keton, β-Phellandren und Myrcen, wobei die Zusammensetzung zwischen Anbaugebieten zu variieren scheint.

## Vorkommen
Das Graue Heiligenkraut ist im westlichen und zentralen Mittelmeergebiet weit eingebürgert, die genaue Herkunft ist unklar. Möglicherweise ist diese pentaploide Art hybridogenen Ursprungs. Sie wächst auf gestörten Macchien und Garriguen sowie ruderal. Das ursprüngliche Verbreitungsgebiet des Aggregats Santolina chamaecyparissus agg. umfasst Spanien, Frankreich, Andorra, die Balearen, Korsika, Italien, Kroatien, Sardinien und Sizilien.

## Nutzung
Das Graue Heiligenkraut wird in Wärmegebieten verbreitet, sonst selten als Zierpflanze für Steingärten, Trockenmauern, Steinbeete und Einfassungen sowie als Strukturpflanze, als Heil- und Duftpflanze und als Mottenkraut genutzt.
Die Art ist seit mindestens 1539 in Kultur. Es war besonders in Kräutergärten des sechzehnten Jahrhunderts für Begrenzungen üblich. Es gibt wenige Sorten, diese haben zum Beispiel einen kompakteren Wuchs. Seit 1917 ist die Hybride Santolina × lindavica aus Santolina chamaecyparissus und Santolina pinnata bekannt. Sie hat blaugrüne Blätter und gelbliche Blüten und vermittelt zwischen den beiden Elternarten.
Die für die Gattung namensgebende Bezeichnung „Santoline“ (santo: heilig, line: Lein) verweist auf medizinische Wirksamkeit, besonders als Wurmmittel. Im Mittelmeerraum ist es traditionell für schmerzlindernde, entzündungshemmende, krampflösende, antiseptische und antimikrobielle Eigenschaften bekannt. In Indien fand es Eingang in die ayurvedische Medizin als Mittel gegen Lebererkrankungen. Weiterhin sind Anwendungen bei entzündlichen Hautkrankheiten, als Magenmittel und als Stimulans bekannt.

## Synonyme
Synonyme für Santolina chamaecyparissus sind:
- Santolina ericoides Poir. non hort.
- Santolina incana Lam.